# 南方烏鯊
南方烏鯊是角鯊目燈籠棘鮫科烏鯊屬的一種鯊魚，分佈於東南太平洋南緯29度至59度之間，水深220公尺至1,460公尺。在諾斯蘭外海、查塔姆群島外海、坎貝爾高原等紐西蘭海域都發現過該物種。其體長可達60公分。繁殖方式為卵胎生，一胎可產下10到13隻幼魚，出生時體長約18公分。它們會發出生物光。
在智利近海研究的南方烏鯊寄生蟲包括單殖綱、複殖亞綱、絛蟲綱、線蟲動物門和橈足綱。
2018年6月，紐西蘭保護部根據紐西蘭威脅分類系統，將南方烏鯊列為「未受威脅」，並附有「海外安全」的限定符。